# Первое Мая (Клинцовский район)
Первое Мая — посёлок в Клинцовском районе Брянской области, административный центр Первомайского сельского поселения.

## География
Находится на левом берегу р. Московки в западной части Брянской области на расстоянии приблизительно 1 км на северо-запад по прямой от железнодорожного вокзала станции Клинцы.

## История
Основан в 1929 году как посёлок одноимённого совхоза.
Райком комсомола отправил комсомольца Андрея Рытика в эти места для выращивания сада. По прибытии он организовал бригаду, состоящую из рабочих из Климова, Новозыбковского района и др. Бригада построила теплицы и посадила сад на 24 га. Также было построено общежитие для рабочих и их семей, жилые дома, свинарники, мастерские и т.д.

## Население
950 человек (2002), 899 человек (2010), 927 человек (2013), 960 человек (01.01.2024)